# Ulli Lommel
Pour les articles homonymes, voir Lommel (homonymie).
Ulli Lommel, né le 21 décembre 1944 à Zielenzig et mort le 2 décembre 2017 à Stuttgart, est un acteur, scénariste et réalisateur allemand.

## Biographie

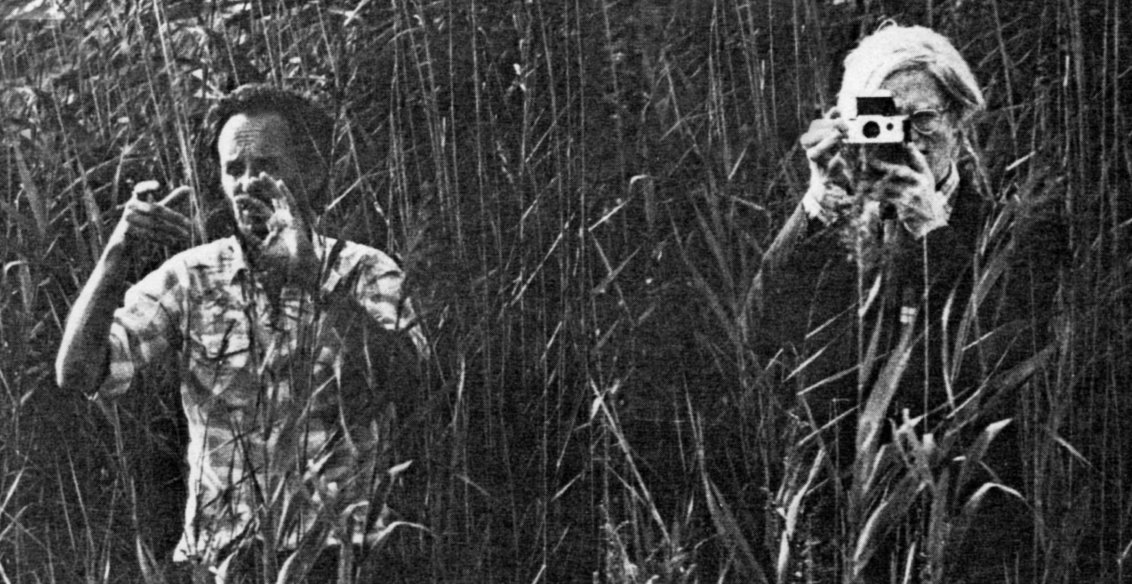
Ulli Lommel (à gauche) et Andy Warhol sur le tournage de Cocaïne Cowboys (1979).

Ulli Lommel est le fils du comique Ludwig Manfred Lommel (1891-1962).

## Filmographie

### Réalisateur
- 1971 : Haytabo avec Eddie Constantine & Barbara Constantine
- 1973 : La Tendresse des loups (Die Zärtlichkeit der Wölfe) avec Kurt Raab, film produit par Fassbinder, longtemps invisible et restauré en 2011[2]
- 1974 : Chanter la tyrolienne n'est pas un péché (de) (Jodeln is ka Sünd)
- 1974 : Wachtmeister Rahn (de)
- 1975 : Les Prouesses sexuelles du printemps (de) (Der zweite Frühling) avec Curd Jürgens, Eddie Constantine
- 1977 : Adolf et Marlene (Adolf und Marlene) avec Kurt Raab, Margit Carstensen
- 1978 : L'Affaire louche (Ausgerechnet Bananen) avec Anna Karina
- 1979 : Cocaïne Cowboys (Cocaine Cowboys) avec Jack Palance & Andy Warhol
- 1980 : Spectre (The Boogey Man) avec John Carradine
- 1980 : Blank Generation avec Carole Bouquet
- 1983 : Cauchemar (en) (The Devonsville Terror) avec Donald Pleasence, Robert Walker Jr.
- 1983 : BrainWaves (en) avec Keir Dullea, Tony Curtis, Vera Miles
- 1983 : Boogeyman II
- 1983 : Olivia (en) avec Robert Walker Jr.
- 1984 : Strangers in Paradise (en) (The Hypnotist)
- 1985 : Le Jouet de l'espace (I.F.O. : Identified Flying Object)
- 1985 : À la poursuite de la pierre sacrée (en) (Revenge of the Stolen Stars) avec Klaus Kinski
- 1986 : Overkill
- 1987 : Heaven and Earth (Reagan's Children)
- 1988 : Les Gradés de Top Gun (Warbirds), avec James Eldert, Timothy Hicks
- 1989 : A Smile in the Dark, avec Helen Shaver
- 1989 : Cold Heat, avec John Phillip Law, Britt Ekland
- 1991 : The Big Sweat avec Robert Z'dar, Ken Letner
- 1994 : Return of the Boogeyman (Boogeyman 3)
- 1994 : Marilyn, My Love avec Rosa Castro André
- 1995 : Star Witness, (TV) avec Ron Gilbert
- 1996 : Eva Braun: Her Life with Adolf Hitler
- 1996 : Every Minute Is Goodbye, avec David Alan Graf, Karen Black
- 1996 : Lethal Orbit, (TV) avec Casper Van Dien
- 1997 : Alien X Factor, (as Steven Sondberg) avec Tony Curtis
- 1998 : Bloodsuckers
- 2000 : Danny and Max
- 2002 : September Song
- 2004 : Zombie Nation (en)
- 2004 : Daniel, der Zauberer (de) avec Daniel Küblböck
- 2005 : Killer Pickton (en)
- 2005 : Green River Killer (en)
- 2005 : B.T.K. Killer
- 2005 : Zodiac Killer, avec Todd Jensen, Vladimir Maksic
- 2006 : The Raven (en)
- 2006 : Black Dahlia avec Elissa Dowling
- 2006 : Diary of a Cannibal (en) avec Danielle Petty
- 2007 : Borderline Cult
- 2007 : Curse of the Zodiac (en)
- 2007 : The Tomb (en)
- 2008 : Son of Sam
- 2008 : Dungeon Girl
- 2009 : Absolute Evil (en)
- 2009 : D.C. Sniper (en)
- 2018 : America: Land of the Freeks (en)

### Acteur
- 1969 : L'amour est plus froid que la mort (Liebe ist kälter als der Tod) de Rainer Werner Fassbinder : Bruno
- 1970 : Anglia de Werner Schroeter (TV)
- 1970 : Le Soldat américain (Der amerikanische Soldat) de Rainer Werner Fassbinder
- 1971 : Rio das Mortes de Rainer Werner Fassbinder (TV)
- 1971 : Whity de Rainer Werner Fassbinder
- 1971 : Prenez garde à la sainte putain (Warnung vor einer heiligen Nutte) de Rainer Werner Fassbinder
- 1972 : Liberté à Brême (Bremer Freiheit) de Rainer Werner Fassbinder (TV)
- 1972 : La Mala ordina de Fernando Di Leo
- 1973 : Le Monde sur le fil (Welt am Draht) de Rainer Werner Fassbinder (TV)
- 1974 : Nora Helmer de Rainer Werner Fassbinder (TV)
- 1974 : Effi Briest de Rainer Werner Fassbinder : major Crampas
- 1976 : Roulette chinoise (Chinesisches Roulette) de Rainer Werner Fassbinder
- 1976 : Le Rôti de Satan (Satansbraten) de Rainer Werner Fassbinder
- 1976 : L'Ombre des anges (Schatten der Engel) de Daniel Schmid
- 1977 : Adolf und Marlene (Adolf and Marlene) : Joseph Goebbels
- 1980 : Ausgerechnet Bananen (Monkey Business) : Max
- 1983 : Olivia (Prozzie)
- 1992 : Zwischensaison (Hors saison)
- 1992 : Sex Crimes de Gregory Alosio
- 1996 : Lethal Orbit (TV) : Max Braun
- 2002 : September Song : Valentin Reiner
- 2002 : Bloodsuckers : Angelo/Santano
- 2002 : Every Minute Is Goodbye : Teddy
- 2004 : Zombie Nation : Dr Melnitz
- 2004 : Daniel - Der Zauberer : Johannes Küblböck
- 2005 : Green River Killer
- 2005 : Zodiac Killer : Simon Vale
- 2006 : The Raven
- 2006 : Black Dahlia
- 2007 : Curse of the Zodiac
- 2008 : Son of Sam
- 2008 : Dungeon Girl

## Distinctions

### Nominations
- 1973 : Berlin International Film Festival, Die Zärtlichkeit der Wölfe (La Tendresse des loups)